# معین‌الدین یزدی
دانشمند و نویسندهٔ ایرانی، درگذشته به سال ۷۸۹ هجری قمری است.

## زندگی
معین‌الدین بن جلال‌الدین محمّد یزدی، در حدود دههٔ ۷۲۰ هجری قمری به دنیا آمد. پدرش نیز از علمای شهیری بود که در خدمت آل مظفر به سر می‌برد. وی از دانشمندان و فقهای شافعی مذهب دربار آل مظفر بود. وی به دلیل اشتغال به تدریس در دارالسیاده‌ای که امیر مبارزالدین ساخته بود، به معلّم مشهور شد. وی در نزد خاندان آل مظفر از احترام فراوانی برخوردار بود و از سوی ایشان به ماموریتهای مختلف اعزام می‌شد. در سال ۷۷۴ هجری قمری کتاب رشف النصایح الایمانیه و کشف الفضایح الیونانیه از آثار سهروردی را به فارسی ترجمه کرد. این کتاب در سال ۱۳۶۵ توسط نجیب مایل هروی تصحیح و منتشر شد.
در سال ۷۶۷ هجری قمری کتاب مواهب الهی را در تاریخ آل مظفر نوشت این اثر تاریخی نثری بسیار دشوار و پیچیده دارد

## آثار
1. رشف النصایح الایمانیه و کشف الفضایح الیونانیه. اصل این اثر به عربی نوشتهٔ سهروردی است و معین‌الدین یزدی آن را به نام شاه یحیی مظفری در سال ۷۷۴ هجری قمری به فارسی ترجمه کرده‌است. این اثر در نقد و بدگویی از فلسفه و فیلسوفان و در مخالفت با آنان است. یک بار به چاپ رسیده‌است.
2. نزهةالمسرور، این رسالهٔ کوتاه را به فارسی به مناسبت تبریک ازدواج شاه شجاع مظفری نوشته‌است. این رساله به چاپ رسیده‌است.[۶]
3. مواهب الهی در تاریخ آل مظفر، این کتاب نیز قبلاً دو بار به چاپ رسیده‌است.
4. اساس السلطنه، این کتاب نیز نوشتهٔ معین‌الدین یزدی و دربارهٔ تاریخ آل مظفر بوده‌است که در حال حاضر در دسترس نیست و از بین رفته‌است ولی خود وی در کتاب مواهب الهی از آن نام برده‌است.[۷]

## کارهای دیگر
معین‌الدین یزدی همچنین مسجدی نیز در یزد ساخته‌است که همچنان پابرجاست.